# Georges Corraface
Georges Corraface, conosciuto anche come Georges Chorafas, George Corraface o George Chorafas (in greco Γιώργος Χωραφάς?, Giórgos Choraphás; Parigi, 7 dicembre 1952), è un attore francese.

## Biografia
Georges Corraface è di origini greche. Ha avuto una carriera nel cinema e nella televisione a livello internazionale dopo molti anni di attività nel teatro francese, in particolare come membro della Peter Brook Company. L'elenco dei film in cui ha partecipato include To Tama, Fuga da Los Angeles, La passione turca, Vive la mariée... et la libération du Kurdistan, Chopin amore mio, Cristoforo Colombo - La scoperta, Un tocco di zenzero (titolo originale "Politiki Kouzina") e The Mahabharata. Le sue più famose apparizioni televisive includono La Bicyclette Bleue, L'Été rouge e Le avventure del giovane Indiana Jones.
Corraface è nato a Parigi. La sua formazione multiculturale gli ha permesso di lavorare intensamente in francese, greco e inglese, come pure in spagnolo, tedesco e italiano, con ruoli che vanno dal drammatico a caratterizzazioni eccentriche. È particolarmente famoso in Francia, Grecia e Spagna. Ha vinto il premio come migliore attore al Thessaloniki International Film Festival del 2001 per To Tama 
(Word of Honor). È stato presidente del Thessaloniki International Film Festival del 2005 al 2010.
Ritornando sul palco a Parigi nel 2011 ha interpretato il ruolo di Hook in Pan, un musical su Peter Pan diretto da Irina Brook. Vive nella capitale francese con la sua famiglia (Zoe Corraface è una attrice e cantante, Ilya Chorafas è una regista di documentari) e lavora nel cinema, nella televisione e nel teatro.

## Filmografia

### Cinema
- S.A.S. à San Salvador, regia di Raoul Coutard (1982)
- Mai senza mia figlia! (Not Without My Daughter), regia di Brian Gilbert (1991)
- Chopin amore mio (Impromptu), regia di James Lapine (1991)
- Cristoforo Colombo - La scoperta (Christopher Columbus: The Discovery), regia di John Glen (1992)
- Ridatemi mia figlia (Meine Tochter gehört mir), regia di Vivian Naefe (1993)
- La passione turca (La pasión turca), regia di Vicente Aranda (1994)
- Kouarteto se 4 kiniseis, regia di Loukia Rikaki (1994)
- Mor, vida meva, regia di Mar Targarona (1996)
- Fuga da Los Angeles (Escape from L.A.), regia di John Carpenter (1996)
- La strage del gallo (I sfagi tou kokora), regia di Andreas Pantzis (1996)
- C'est la tangente que je préfère, regia di Charlotte Silvera (1997)
- Minotaur, regia di Jonathan Tammuz (1997)
- Vive la mariée... et la libération du Kurdistan, regia di Hiner Saleem (1998)
- Préférence, regia di Grégoire Delacourt (1998)
- Peppermint, regia di Costas Kapakas (1999)
- Cupido in vena di scherzi (Km. 0), regia di Yolanda García Serrano e Juan Luis Iborra (2000)
- Stand-by, regia di Roch Stéphanik (2000)
- To tama, regia Andreas Pantzis (2001)
- Reflejos, regia di Miguel Ángel Vivas (2002)
- Les filles, personne s'en méfie, regia di Charlotte Silvera (2002)
- Un tocco di zenzero (Politiki kouzina), regia di Tassos Boulmetis (2004)
- I horodia tou Haritona, regia di Grigoris Karantinakis (2005)
- Camille des Lilas et les voleurs d'enfants, regia di Jean-Louis Milesi (2005)
- L'ultimo Pulcinella, regia di Maurizio Scaparro (2008)
- Le Bal des actrices, regia di Maïwenn (2009)
- Epikindynes mageirikes, regia di Vasilis Tselemegos (2010)
- The Prankster, regia di Tony Vidal (2010)
- I ypografi, regia di Stelios Charalampopoulos (2011)
- Without Borders, regia di Nick Gaitatjis (2011)
- Papadopoulos & Sons, regia di Marcus Markou (2012)
- I hara kai i thlipsi tou somatos, regia di Andreas Pantzis (2012)
- L'Harmonie familiale, regia di Camille de Casabianca (2013)
- Promakhos, regia di Coerte Voorhees e John Voorhees (2014)
- Lolo - Giù le mani da mia madre (Lolo), regia di Julie Delpy (2015)
- Xa mou, regia di Kleio Fanouraki (2016)
- Adults in the Room, regia di Costa-Gavras (2019)
- Ursus, regia di Otar Shamatava (2020)
- Supereroe per caso (Super-héros malgré lui), regia di Philippe Lacheau (2021)
- Fantasmata tis Epanastasis, regia di Thanos Anastopoulos (2022)
- 2 matrimoni alla volta (Alibi.com 2), regia di Philippe Lacheau (2023)

### Televisione
- La Vie des autres – serie TV, 1 episodio (1980)
- Bunker (The Bunker), regia di George Schaefer – film TV (1981)
- Salut champion – serie TV, episodio 1x04 (1981)
- Akyvernites politeies – serie TV, 12 episodi (1985)
- Série noire – serie TV, episodio 1x29 (1988)
- La rivoluzione francese (La révolution française), regia di Robert Enrico e Richard T. Heffron – miniserie TV (1989)
- Ricordi di guerra (War and Remembrance), regia di Dan Curtis – miniserie TV, 1 puntata (1988)
- Il Mahabharata (The Mahabharata), regia di Peter Brook – miniserie TV, 3 puntate (1990)
- Fly by Night – serie TV, episodio 1x13 (1991)
- Poliziotto a 4 zampe (Katts and Dog) – serie TV, episodi 4x18-4x19-4x20 (1991)
- Palace Guard – serie TV, episodio 1x06 (1991)
- Ispettore Morse (Inspector Morse) – serie TV, episodio 6x03 (1992)
- Runaway Bay – serie TV, episodio 1x12 (1992)
- Commissario Navarro (Navarro) – serie TV, episodio 4x02 (1992)
- Le Secret du petit milliard, regia di Pierre Tchernia – film TV (1992)
- Highlander (Highlander: The Series) – serie TV, episodio 1x17 (1993)
- Le avventure del giovane Indiana Jones (The Young Indiana Jones Chronicles) – serie TV, episodio 2x19 (1993)
- Scarlet and Black – serie TV, episodio 1x02 (1993)
- Le Château des Oliviers, regia di Nicolas Gessner – miniserie TV, 8 puntate (1993)
- Screen One – serie TV, episodio 6x01 (1994)
- Red Shoe Diaries – serie TV, episodio 3x10 (1994)
- Aventures dans le Grand Nord – serie TV, episodio 1x06 (1995)
- Barrage sur l'Orénoque, regia di Juan Luis Buñuel – film TV (1996)
- Strangers – serie TV, episodio 1x13 (1996)
- Une patronne de charme, regia di Bernard Uzan – film TV (1997)
- Only Love, regia di John Erman – film TV (1998)
- Alger-Beyrouth: Pour mémoire, regia di Merzak Allouache – film TV (1998)
- Tramontane, regia di Henri Helman – miniserie TV, 5 puntate (1999)
- Il comandante Florent (Une femme d'honneur) – serie TV, episodio 3x01 (1999)
- Toutes les femmes sont des déesses, regia di Marion Sarraut – film TV (2000)
- Julie Lescaut – serie TV, episodio 8x04 (2000)
- La bicicletta blu (La Bicyclette bleue), regia di Thierry Binisti – miniserie TV, 3 puntate (2000)
- L'institutrice, regia di Henri Helman – film TV (2000)
- Les déracinés, regia di Jacques Renard – film TV (2001)
- L'Été rouge, regia di Gérard Marx – miniserie TV, 5 puntate (2002)
- Écoute, Nicolas..., regia di Roger Kahane – film TV (2003)
- L'Emmerdeuse – serie TV, 3 episodi (2001-2005)
- Smith – serie TV, episodio 1x07 (2007)
- Alex Santana, négociateur – serie TV, 8 episodi (2003-2007)
- Disparitions, retour aux sources – serie TV, 12 episodi (2008)
- Les Associés, regia di Alain Berliner – film TV (2009)
- Les Amants de l'ombre, regia di Philippe Niang – film TV (2009)
- Enquêtes réservées – serie TV, episodio 4x02 (2012)
- Sulle tracce del crimine (Section de recherches) – serie TV, episodio 7x06 (2013)
- La Malédiction de Julia, regia di Bruno Garcia – film TV (2014)
- Delitti in Paradiso (Death in Paradise) – serie TV, episodio 4x03 (2015)
- La Permission, regia di Philippe Niang – film TV (2015)
- 3x3 the Immersive Fiction – miniserie TV (2015)
- Clem – serie TV, 5 episodi (2018)
- Commissaire Magellan – serie TV, episodio 10x03 (2019)

## Teatro

### Attore
- PAN diretto da Irina Brook al Théâtre de Paris.
- The Mahabharata, di Jean-Claude Carrière, diretto da Peter Brook. Avignon Theatre Festival e Théâtre des Bouffes du Nord, tour europeo e mondiale.
- The Tempest, di William Shakespeare, diretto da Peter Brook. Théâtre des Bouffes du Nord.
- Sur le Fil, (On The Tightrope) - di Fernando Arrabal, diretto da Pierre Constant. Avignon Theatre Festival: première mondiale.
- Sur le Fil, (seconda versione) - di Fernando Arrabal, diretto da Jorge Lavelli.
- Blood Wedding, di Federico García Lorca, diretto da Telmo Herrera. Lucernaire Théâtre.
- Antony and Cleopatra, di William Shakespeare, diretto da Michel Cacoyannis. Athens Festival, con Irene Papas.
- Phedra, diretto da Antoine Vitez. Conservatoire National d'Art Dramatique.
- Much Ado About Nothing e Beatrice & Benedicte, di William Shakespeare, combinato con la Berlioz Opera, diretto da Jean-Louis Thamin. Berlioz Festival a Lione.
- Dialogue with Leuco, di Cesare Pavese, diretto da Antoine Bourseiller. Petit Théâtre de l'Odéon.
- In Memphis, There is a Man of Prodigious Power, di Jean Audureau, diretto da Henri Ronse. Teatro dell'Odéon con Tania Torrens.
- The Taming of the Shrew, di William Shakespeare, diretto da Gérard Le Breton, allo Shakespeare Festival. Georges Corraface nella parte di Petrucchio.
- Le Merchant of Venice, di William Shakespeare, diretto da Marcelle Tassencourt. Théâtre Édouard VII e tournée. Georges Corraface nella parte di Bassanio.
- The Just, di Albert Camus, diretto da Marcelle Tassencourt
- Springtime Awakening, di Franz Wedekind, diretto da Pierre Romain. Grasse Theatre Festival.
- Le Bleu du ciel, di Georges Bataille, diretto da Serge Martin. Théâtre Malakoff a Rennes.
- Play It Again, Sam, di Woody Allen, diretto da Bob Hranichny.
- The Iron and the Rose (La Rose et le Fer), di Patrick Schmitt.
- Hello, là-bas, di William Sarroyan, diretto da Marcelle Tassencourt.

## Doppiatori italiani
Nelle versioni in italiano dei suoi film, Georges Corraface è stato doppiato da:
- Stefano De Sando in Cristoforo Colombo - La scoperta
- Pasquale Anselmo in Fuga da Los Angeles
- Roberto Pedicini in Un tocco di zenzero
- Enrico Di Troia in La bicicletta blu,